# Iván de la Nuez Carrillo
Iván de la Nuez Carrillo   (l'Havana, 1964) és un assagista, crític d'art i comissari d'exposicions cubà establert a Barcelona. Ha estat cap del Departament d'Activitats Culturals del Centre de Cultura Contemporània de Barcelona (del 2009 al 2011) i director d'Exposicions a La Virreina Centre de la Imatge (2000-2009). Entre els seus llibres destaquen: La Balsa perpetua: soledad y conexiones de la cultura cubana (Barcelona, 1998), El Mapa de sal: un postcomunista en el paisaje global (Barcelona, 2001) i Fantasía roja: los intelectuales de izquierdas y la revolución cubana (Barcelona, 2006). Ha comissariat/co-comissariat les exposicions Cuba: l'illa possible (1995), Inundacions (1999), Parc humà (2001), Banket. Metabolisme i comunicació (2002), Poscapital (2005), De Facto. Retrospectiva de Joan Fontcuberta (2008), Dentro y fuera de nosotros. Retrospectiva de Javier Codesal (2009), La Crisis es Crítica (2009) i Atopia. Art i ciutat al segle XXI (2010). És col·laborador habitual en diversos mitjans. El 2016 va fer una estada a la Residència Faber, d'Olot.

## Obra publicada
- 1998 : La Balsa perpetua: soledad y conexiones de la cultura cubana. Barcelona.
- 2001 : El Mapa de sal: un poscomunista en el paisaje global. Barcelona.
- 2006 : Fantasía roja: los intelectuales de izquierdas y la revolución cubana. Barcelona.
- 2018 : Teoría de la retaguardia. Cómo sobrevivir al arte contemporáneo (y a casi todo lo demás). Barcelona : Consonni. 125 p.[3]
- 2020: Cubantropía. Editorial Periférica[4]